# Апулеи
Апулеиите (Appuleii) са фамилия от плебейския gens Appuleia в Древен Рим. Мъжете носят името Апулей (Appuleius), a жените - Апулея (Appuleia). Първият от тях, който става консул, e Квинт Апулей Панза - през 300 пр.н.е.
Когномен на фамилията Appuleia: Decianus, Pansa, Saturninus.
Познати с това име:
- Луций Апулей, народен трибун 391 пр.н.е.
- Квинт Апулей Панза, консул 300 пр.н.е.
- Луций Апулей Сатурнин, народен трибун 103 пр.н.е.
  - Апулея, дъщеря на народния трибун от 103 пр.н.е.; съпруга на Марк Емилий Лепид (консул 78 пр.н.е.), майка на:
    - Марк Емилий Лепид (триумвир), консул 46 пр.н.е.
    - Луций Емилий Павел (консул 50 пр.н.е.)
- Секст Апулей I, квестор и претор, съпруг на Октавия Старша, половин сестра на Август
  - Марк Апулей, консул 20 пр.н.е.
  - Секст Апулей II, консул 29 пр.н.е., син на Октавия Старша
    - Секст Апулей III, консул 14 г. сл.н.e., внук на Октавия Старша, женен за Фабия и Клавдия Марцела Старша, племенничка на Август
      - Секст Апулей IV, син на Секст Апулей III от Фабия Нумантина
      - Апулея Варила, дъщеря на Секст Апулей III от Клавдия Марцела Старша
- Луций Апулей (* 123 + 180 г.), писател и философ
- Апулей Руфин, суфектконсул 190 г.